# Dzielnik (Mazovia)
Dzielnik [pronunciación en polaco: /ˈd͡ʑelnik/] es un pueblo ubicado en el distrito administrativo de Gmina Siennica, dentro del Condado de Mińsk, Voivodato de Mazovia, en el este de Polonia central. Se encuentra aproximadamente a 7 kilómetros al sureste de Siennica, a 18 kilómetros al sureste de Mińsk Mazowiecki, y a 52 kilómetros al este de Varsovia.